# Campeonato Asiático de Atletismo de 2011 - 200 m feminino
A prova dos 200 metros feminino do Campeonato Asiático de Atletismo de 2011 foi disputada entre os dias 9 e 10 de julho de 2011 no Kobe Universiade Memorial Stadium em Kobe,  no Japão.

## Recordes
Antes desta competição, os recordes mundiais e do campeonato nesta prova eram os seguintes:
|                       | Nome                     | Nacionalidade  | Tempo  | Local   | Data                   |
| --------------------- | ------------------------ | -------------- | ------ | ------- | ---------------------- |
| Recorde mundial       | Florence Griffith-Joyner | Estados Unidos | 21s 34 | Seul    | 29 de setembro de 1988 |
| Recorde do campeonato | Damayanthi Darsha        | Sri Lanka      | 22s 84 | Jacarta | 2000                   |
| Recorde asiático      | Li Xuemei                | China          | 22s 01 | Xangai  | 22 de outubro de 1997  |

## Medalhistas
| Ouro                    | Prata                  | Bronze           |
| Chisato Fukushima (JPN) | Gretta Taslakian (LIB) | Saori Imai (JPN) |

## Cronograma
Todos os horários são locais (UTC+9).
| Data        | Hora  | Evento  |
| ----------- | ----- | ------- |
| 9 de julho  | 18:55 | Bateria |
| 10 de julho | 14:35 | Final   |

## Resultados

### Bateria
Qualificação: 2 atletas de cada bateria  (Q) mais os  2 melhores qualificados (q).
| Posição | Bateria | Atleta                         | Nacionalidade  | Tempo | Notas            |
| ------- | ------- | ------------------------------ | -------------- | ----- | ---------------- |
| 1       | 3       | Chisato Fukushima              | Japão          | 23.44 | Q                |
| 2       | 1       | Maryam Tousi                   | Irão           | 23.64 | Q                |
| 3       | 2       | Saori Imai                     | Japão          | 23.82 | Q                |
| 4       | 1       | Gretta Taslakian               | Líbano         | 23.87 | Q                |
| 5       | 3       | C.S.R. Rasnayaka Mudiyanselage | Sri Lanka      | 24.17 | Q                |
| 6       | 2       | Olga Bludova                   | Cazaquistão    | 24.20 | Q                |
| 7       | 2       | Liao Ching-Hsien               | Taipé Chinesa  | 24.35 | q                |
| 8       | 2       | Danah Abdulrazzaq              | Iraque         | 24.73 |                  |
| 9       | 2       | Liang Qiuping                  | China          | 24.84 |                  |
| 10      | 1       | Tassaporn Wannakit             | Tailândia      | 24.89 |                  |
| 11      | 1       | Jiang Lan                      | China          | 25.09 |                  |
| 11      | 3       | Fong Yee Pui                   | Hong Kong      | 25.09 |                  |
| 13      | 3       | Yelena Ryabova                 | Turquemenistão | 25.13 |                  |
| 14      | 1       | Afa Ismail                     | Maldivas       | 26.09 | Recorde nacional |
| 15      | 2       | Leong Ka Man                   | Macau          | 26.97 |                  |
| 16      | 3       | Tungalag Battsengel            | Mongólia       | 27.74 |                  |
| 17      | 1       | Gulustan Ieso                  | Iraque         | 24.25 | q, DSQ           |

### Final
A final da prova ocorreu dia 10 de julho às 14:35.
| Posição           | Raia | Atleta                         | Nacionalidade | Tempo | Notas |
| ----------------- | ---- | ------------------------------ | ------------- | ----- | ----- |
| Medalha de ouro   | 7    | Chisato Fukushima              | Japão         | 23.49 |       |
| Medalha de prata  | 4    | Gretta Taslakian               | Líbano        | 24.01 |       |
| Medalha de bronze | 5    | Saori Imai                     | Japão         | 24.06 |       |
| 4                 | 7    | Olga Bludova                   | Cazaquistão   | 24.29 |       |
| 5                 | 8    | Maryam Tousi                   | Irão          | 24.29 |       |
| 6                 | 6    | C.S.R. Rasnayaka Mudiyanselage | Sri Lanka     | 24.41 |       |
| 7                 | 9    | Liao Ching-Hsien               | Taipé Chinesa | 24.65 |       |
| 8                 | 3    | Gulustan Ieso                  | Iraque        | DSQ   | [ 6 ] |

Legenda
| Recorde mundial       | Recorde mundial (World record)               |                       | Recorde africano                      | Recorde africano (African) |                                           | Q | Classificado por posição (Qualified) |
| Recorde do campeonato | Recorde do campeonato (Championship record)  | Recorde da América    | Recorde da América (Americas)         | q                          | Classificado por melhor tempo (Qualified) |   |                                      |
| Melhor marca do ano   | Melhor marca do ano (World leading)          | Recorde asiático      | Recorde asiático (Asian)              | DNS                        | Não largou (Did not start)                |   |                                      |
| Recorde nacional      | Recorde nacional (National record)           | Recorde europeu       | Recorde europeu (European)            | DNF                        | Não terminou (Did not finish)             |   |                                      |
| Recorde pessoal       | Recorde pessoal do atleta (Personal best)    | Recorde da Oceania    | Recorde da Oceania (Oceania)          | DSQ / DQ                   | Desclassificado (Disqualified)            |   |                                      |
| Recorde da temporada  | Recorde da temporada do atleta (Season best) | Recorde sul-americano | Recorde sul-americano (South America) | NM                         | Sem marca (No mark)                       |   |                                      |